# 李正中 (1934年)
李正中（1934年—2012年），男，江苏仪征人，中国凝聚态理论物理学家，享受国务院政府特殊津贴专家。曾任南京大学教授、博士生导师。